# Liu Sifen
Liu Sifen (Xinès simplificat: 刘斯奋; xinès tradicional: 劉斯奮; pinyin: Liǘ Sīfèn) (Wuzhou 1944 -) pintor, cal·ligraf, assagista i escriptor xinès. guanyador del Premi Mao Dun de Literatura de l'any 1997 per la seva obra 白门柳, traduïda a l'anglès com "White Gate Willow”.

## Biografia
Liu Sifen va néixer el gener de 1944 a Wuzhou, Regió Autònoma de Guangxi (Xina) en una família erudita. El seu pare, Liu Yisheng, va ser conegut com el pioner de l'escola de valoració i anàlisi de la poesia xinesa moderna. El 1946 la seva família es va traslladar a Hong Kong i el 1951a Guangzhou, província de Guangdong. El juliol de 1962 es va graduar de l'escola mitjana de Guangzhou.
Durant la Revolució Cultural va ser enviat a una granja de l'exèrcit i posteriorment a l'illa de Hainan.
El 1967 es va graduar al Departament de Literatura Xinesa de la Universitat Sun Yat-sen.
Durant uns anys es va dedicar a la investigació, selecció, estudi i edició de poetes clàssics.
A la província de Guangdong va ocupar diversos càrrecs en organitzacions culturals i literàries del Partit Comunista Xinès i també va ser el degà de l'Acadèmia de Pintura. També ha sigut president del Consell de Recerca en Arts i Humanitats, membre de l'Associació d'Escriptors Xinesos, membre de l'Associació d'Artistes Xinesos i membre de l'Associació Xinesa de Cal·ligrafia.

## Obres destacades

### Treballs acadèmics
- 1980: 岭南三家诗选 (Els tres poemes de Lingnan)
- 1983: 梁启超诗文选 (Poemes i assaigs de Liang Qichao)
- 1984: 黄节诗选 (Els poemes del festival groc)

### Novel·la
- 1984 - 1997: 白门柳, traduïda a l'anglès com "White Gate Willow”. El 2004, aquesta obra va servir de base per a una sèrie de televisió, produïda per la CCTV i la televicsió de Guandong, i també s'han fet diverses adaptacions teatrals.

### Obra pictòrica
Com a pintor a exposat a Guangzhou, Hong Kong, Jiangsu, Shenzhen, Jiangmen, Zhongshan, Shunde i altres llocs. Moltes de les seves obres es troben a galeries d'art, museus i col·leccions particulars.
El juliol de 1998, a invitació del Palazzo Venezia de Màntua, (Itàlia), va encapçalar una delegació xinesa i va anar a Itàlia com a artista especial per celebrar la "Mostra de Vuit Artistes Xinesos Contemporanis".